# Castillo de Montemar

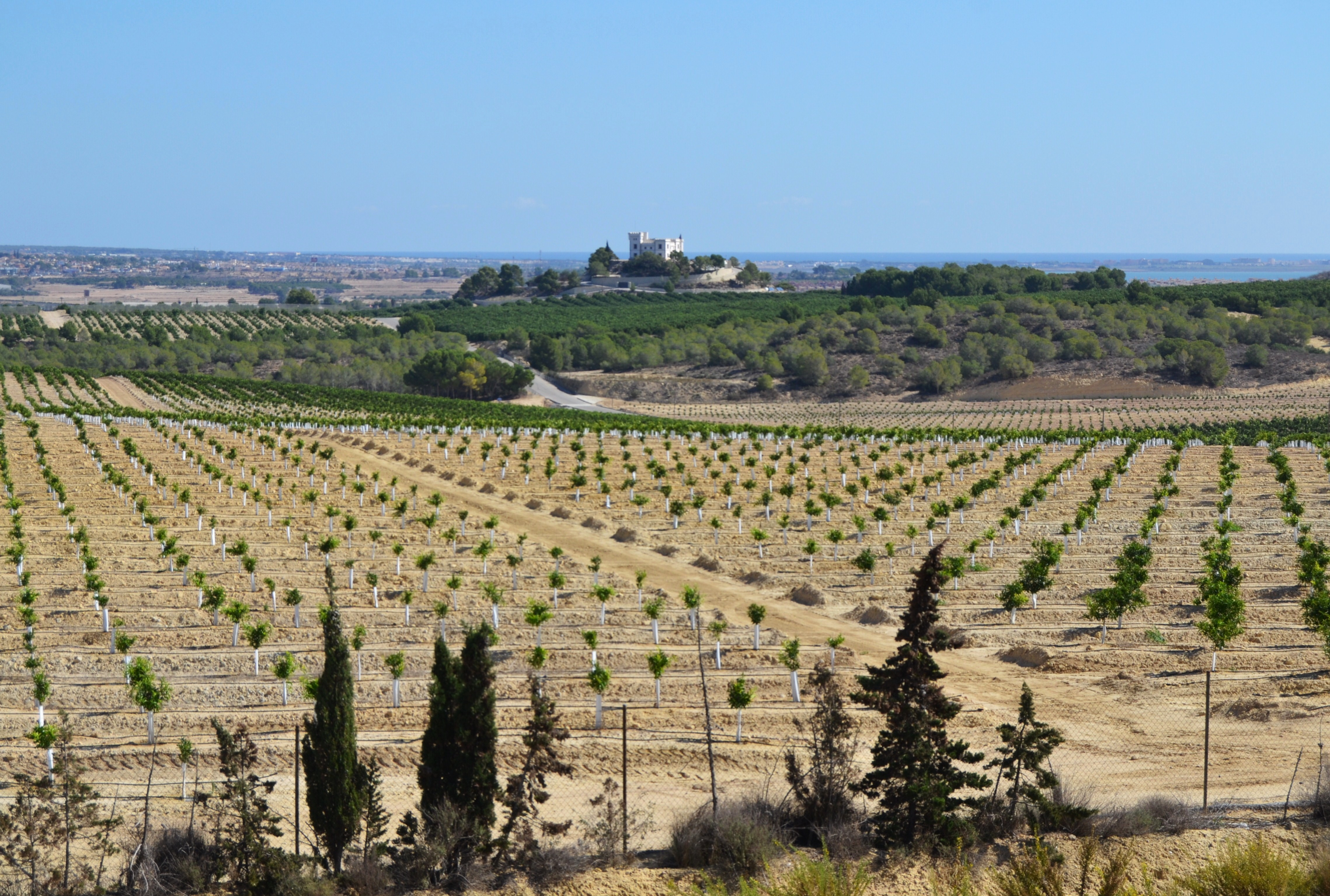
Vista del Castillo de Montemar

El Castillo de Montemar o Urbanización Montemar se sitúa al Sur del término municipal de Algorfa (Provincia de Alicante, España) rodeada de un bosque de pinos mediterráneos y el parque natural Ruta PR-CV 442 dicha urbanización residencial se comprende de villas, apartamentos y chalets de lujo situados entre el campo de golf de La Finca Golf y el Pueblo de Algorfa. Se encuentra a poca distancia del pueblo costero y de las playas de Guardamar del Segura 
Se trata de una casa señorial construida a finales del siglo XVIII. Y además también da su nombre a una urbanización de villas y apartamentos. Desde entonces, y durante casi 150 años, perteneció a la familia de los condes de Casa Rojas. El primer Conde de Casa Rojas, y posiblemente el primer dueño de este Castillo, fue José de Rojas y Recaño de la Torre. Este caballero fue el primero que tuvo la dignidad de capitán general del departamento de Cartagena. Nació en Cádiz en 1702 y tras una larga y valerosa carrera en la armada, fue nombrado por el Rey, conde de Casa Rojas y vizconde de Recaño. Falleció en Cartagena a los 93 años de edad. Durante todo el siglo XIX, el castillo de Montemar siguió perteneciendo a sus sucesores. Al finalizar la guerra civil, la familia de Rojas tuvo que vender la finca y el Castillo que contenía. Tras pasar por varios propietarios, el Castillo fue adquirido en el año 1970 por sus actuales dueños, y fue objeto de una importante restauración que lo salvó de desaparecer, y lo adaptó interiormente como vivienda privada, uso que sigue teniendo en la actualidad.
Este castillo nunca tuvo utilizaciones militares, generalmente fue utilizado como residencia veraniega de los sucesivos dueños. Su estilo es algo afrancesado. Tiene dos torres cuadradas y dos circulares con las esquinas de sillares. La torre principal que podemos llamar "del homenaje", tiene garitones en sus esquines, y almenas con sus coronaciones inclinadas hacia el exterior. Posee un patio cuadrado rodeado por una galería situada en la primera planta. Los techos de las torres son planos y accesibles, aunque durante el siglo pasado tuvieron cubiertas a cuatro aguas hechas con pizarra. La vista que se tiene desde estas terrazas justifica sin duda alguna el nombre de este